# راؤول لانديني
راؤول لانديني (بالإسبانية: Raúl Landini)‏ (14 يوليو 1909 – 29 سبتمبر 1988) هو ملاكم أرجنتيني راحل، مثّل بلاده في 1928.

## روابط خارجية
راؤول لانديني على موقع بوكس ريك (الإنجليزية) (registration required)
- راؤول لانديني على موقع أوليمبيديا (الإنجليزية)